# Hasarius testaceus
Hasarius testaceus är en spindelart som först beskrevs av Tord Tamerlan Teodor Thorell 1877.  Hasarius testaceus ingår i släktet Hasarius och familjen hoppspindlar. Inga underarter finns listade i Catalogue of Life.